# Lisa Marie Thalhammer
Lisa Marie Thalhammer est une peintre et muraliste américaine. Elle est née dans le Missouri et a fréquenté l'Université du Kansas, étudiant les études féminines et l'histoire de l'art.

## Activisme
Son art explore les thèmes de l’autonomisation personnelle, de l’amour et de l’égalité.
Elle fait partie des artistes qui ont élu domicile sur la seventh street à Washington.
Sa peinture murale LOVE à Washington DC en août 2017 est apparue dans le magazine Washingtonian, dans une publicité Destination DC Date Night et dans la série Netflix « Stay Here ».
Une de ses fresques murales a occasionné un litige en octobre 2017 entre elle et sa collaboratrice, Aja Adams, en ce qui concerne la rémunération de cette dernière.
Sa fresque murale Spirit of Stonewall de juin 2019 commémore le cinquantième anniversaire des émeutes de Stonewall.

## Vie privée
Elle s'identifie comme femme cisgenre pansexuelle.

## Expositions
- 2009 : Lifeguard, Washington D.C.[9]